# The Beginning. The Middle. The End.
The Beginning. The Middle. The End. es el álbum debut de la cantautora americana Kristen Barry. Fue lanzado el 7 de agosto de 1996 por la discográfica Virgin Records. El título significa "El comienzo. La mitad. El final" en inglés.

## Lista de canciones
Toda la música y las letras fueron compuestas y escritas por Kristen Barry excepto donde hay notas

.
1. "Nothing's too good" - 4:00
2. "I swear" - 2:51
3. "Cool" - 4:31
4. "Created" - 4:35
5. "Gotta go" - 3:43
6. "Don't cry" (Neil Young) - 4:31
7. "Foolishness" - 5:40
8. "Seeing Gun" - 3:40
9. "Big Girl" - 3:13
10. "Paralyzed" - 3:45
11. "Why are you wasting my time" - 3:54
12. "Take it away" - 4:03
13. "God in the box" - 5:02